# Женізіу
Женізіу (порт. Genísio; МФА: [ʒɨ.ˈni.zɨ.u]) — парафія в Португалії, у муніципалітеті Міранда-ду-Дору. Розташована в північно-східній частині країни, на теренах історичної португальської провінції Трансмонтана. Входить до складу округу Браганса. За адміністративним поділом, чинним до 1976 року, терени парафії були складовою провінції Трансмонтана і Верхнє Дору. Належить до Брагансько-Мірандської діоцезії Католицької церкви. Патрон — свята Евлалія. Площа — 29,4679 км². Населення — 186 ос. (2011). Слабо урбанізований регіон. Густота населення — 6,31 осіб/км²
. Код — 040605.

## Населення
| Кількість мешканців | Кількість мешканців | Кількість мешканців | Кількість мешканців | Кількість мешканців | Кількість мешканців | Кількість мешканців | Кількість мешканців | Кількість мешканців | Кількість мешканців | Кількість мешканців | Кількість мешканців | Кількість мешканців | Кількість мешканців | Кількість мешканців |
| ------------------- | ------------------- | ------------------- | ------------------- | ------------------- | ------------------- | ------------------- | ------------------- | ------------------- | ------------------- | ------------------- | ------------------- | ------------------- | ------------------- | ------------------- |
| 1864                | 1878                | 1890                | 1900                | 1911                | 1920                | 1930                | 1940                | 1950                | 1960                | 1970                | 1981                | 1991                | 2001                | 2011                |
| 408                 | 434                 | 462                 | 523                 | 583                 | 565                 | 596                 | 684                 | 705                 | 714                 | 519                 | 380                 | 284                 | 233                 | 186                 |